# Parco dello Storga
Il parco dello Storga è un'area protetta gestita dalla provincia di Treviso istituita con lo scopo di tutelare il patrimonio naturalistico ed etnografico locale. Si estende tra i comuni di Treviso e Carbonera su un'area di 67 ettari nei quali sono proibite la caccia e la pesca. Parte dei terreni era annessa all'ex ospedale psichiatrico Sant'Artemio.

## Descrizione
Il parco è costituito da aree in rimboschimento, campi chiusi, uno stagno artificiale circondato da canneto, siepi perimetrali, e, soprattutto, dalle risorgive del fiume Storga, immerse in un ambiente ancora naturale di boschetti ripariali (Alnus glutinosa e Salix alba) e polle risorgive. Entro i confini del parco è visitabile il Museo Etnografico "Case Piavone", dove oggetti e utensili folcloristici del Veneto rurale sono raccolti ed esposti al pubblico grazie alla cogestione della Provincia di Treviso e il Gruppo Folcloristico Trevigiano.
Numerosi sentieri naturalistici, alcuni dei quali creati di recente, si snodano nel parco permettendo di passeggiare e toccare i punti più interessanti.

## Provvedimenti istitutivi
Nel parere n. 27 del 16 aprile 2009 sul Rapporto Ambientale al Piano di Assetto del Territorio Intercomunale del Comune di Carbonera (TV) si legge che: «il Piano territoriale di coordinamento provinciale (PTCP) della Provincia di Treviso individua l'area del Parco Storga, in parte ricadente in comune di Carbonera, come ambito di tutela per la formazione di parchi e riserve naturali di competenza provinciale. L'area compresa tra la nuova sede della Provincia a Sant'Artemio, la riserva di Fontane Bianche di Lancenigo e il fiume Sile a sud viene individuata come ambito per la realizzazione di un parco metropolitano, incentrato sulla connessione delle aree di interesse ambientale, paesaggistico, storico – culturale e agroforestale».

## Flora
La vegetazione arborea un tempo circoscritta alle sole zone limitrofe al corso d'acqua dello Storga e ai fossi, sul finire degli anni novanta e primi anni duemila è stata oggetto di un intenso programma di rimboschimento che ha interessato aree utilizzate fino agli anni ottanta come terreni agricoli seminativi, poi inutilizzati e divenuti prati. Decine di migliaia di alberi appartenenti alle sole specie autoctone della zona sono stati piantati sulla maggior parte del terreno del parco, lasciando solo ristrette radure erbose.
Si possono osservare le seguenti piante arboree: pioppo nero, pioppo bianco, salice bianco, salicone, salice fragile, carpino bianco, frassino, ontano, nocciolo, olmo campestre, rovere, farnia, platano comune, melo selvatico, ciliegio selvatico, acero campestre, acero di monte e sambuco.
Tra la flora erbacea, si segnalano alcune specie di fiori ormai divenute rare in pianura, tra le quali Scilla bifolia, Anemone trifolia, Anemone nemorosa, Anemone ranunculoides, Ruscus aculeatus e Vinca minor. Più diffuse sono invece Primula vulgaris, Ficaria verna, Campanula trachelium, Myosotis scorpioides, Lamium orvala, Glechoma hederacea, Agrimonia eupatoria, Lysimachia vulgaris, Silene latifolia,Viola reichenbachiana, Viola odorata, Viola alba, Epilobium hirsutum, Cirsium oleraceum e Centaurea nigrescens.

## Fauna
Il parco conserva una fauna abbastanza interessante a livello provinciale, considerando che la distanza dalle mura di Treviso è di non più di due chilometri. Tra i mammiferi sono stati osservati il riccio europeo, il toporagno di Miller, il topo selvatico, lo scoiattolo, la volpe, la lepre comune, la donnola e la faina.
Sono stati fatti, negli anni, studi più approfonditi sugli uccelli presenti, arrivando a censirne oltre 120 specie; tra le nidificanti si annoverano: tuffetto, sparviere, folaga, tortora selvatica, martin pescatore, allocco, picchio rosso maggiore, picchio verde, usignolo, codirosso, cannaiola verdognola, canapino, luì piccolo, rigogolo e fringuello; tra gli svernanti notevole è il numero di tordi (tordo sassello, tordo bottaccio e cesena), fringillidi (fringuello, peppola, frosone) e migliarini di palude.
Tra gli anfibi ed i rettili, invece, sono annoverate il tritone punteggiato, la rana di Lataste, la rana verde, il rospo comune, il rospo smeraldino, la natrice dal collare, la lucertola muraiola e la tartaruga palustre europea. Da tre anni la Provincia sta attuando un censimento della specie "scolopax rusticola" , meglio nota come beccaccia , all'interno del Parco con l'ausilio dei cani da caccia , importanti i risultati che hanno permesso di confermare la presenza durante il periodo invernale di questa specie particolarmente elusiva , che si nutre nelle zone umide dei vermi che trova nel sottosuolo , la sua costante presenza nel periodo di svernamento sta ad indicare l'ottimo stato di salute dell'habitat naturale del Parco.
Dal punto di vista entomologico, poi, si citano tra le farfalle Gonepteryx rhamni, Pieris mannii, Lycaena dispar, Lycaena phlaeas, Cupido argiades, Plebejus argus, Vanessa atalanta, Polygonia c-album, Pararge aegeria, Apatura ilia, Melitaea didyma, Pyrgus malvoides e Ochlodes sylvanus, mentre tra le libellule Calopteryx virgo, Calopteryx splendens, Sympecma fusca, Ceriagrion tenellum, Aeshna isoceles  e Orthetrum coerulescens.
Infine, per quanto riguarda la fauna ittica, notevole è la presenza di trota fario, sanguinerola, panzarolo, spinarello e scazzone, ma, soprattutto, del gambero di fiume, ancora presente nel 2019.

## Strutture nel parco
Le Case Piavone, situate all'interno del parco naturale del fiume Storga alla periferia nord di Treviso, sono state adibite a sede del Museo etnografico provinciale e del Gruppo Folcloristico Trevigiano per volere della Provincia di Treviso. 
Lo scopo di questa struttura è quella di mantenere vivo l'interesse per quei mestieri antichi e per quelle tradizioni agricole che oggi sono diventate sempre più rare o addirittura scomparse.
Il centro dispone anche di una vasta area scoperta di oltre 2.000 m² di cui un terzo attrezzato per la riabilitazione dei pennuti ricoverati, con voliere e tunnel di volo.